# Михалина (Поставский район)
Михали́на (белор. Мiхалiна) — деревня в Поставском районе Витебской области Белоруссии. Входит в состав Дуниловичского сельсовета.

## География
Деревня расположена в 45 км от города Поставы и в 4 км от Дунилович.

## История
В начале ХХ столетия — деревня в Дуниловичской волости Вилейского уезда Виленской губернии.
В 1905 году — фольварок Карецкого (61 житель, 624 десятины земли).
В результате советско-польской войны 1919—1921 гг. деревня оказалась в составе Срединной Литвы.
С 1922 года — в составе Дуниловичского повета Виленского воеводства Польши (II Речь Посполитая).
В 1923 году — фольварок Михалин (81 житель).
В сентябре 1939 года деревня была присоединена к БССР силами Белорусского фронта РККА.
С 12 октября 1940 года — в Сергеевском сельсовете Дуниловичского района Вилейской области БССР.
В 1947 году — в деревне 18 хозяйств.
С 16.07.1954 года — в Дуниловичском сельсовете.
С 20.01.1960 года — в Глубокском районе.
С 25.12.1962 года — в Поставском районе.
В первой половине 1960-х гг. — 18 дворов, 78 жителей, колхоз «Родина».
В 2001 году — жителей нет.